# Theridion pinastri
Théridion des pins maritimes
Espèce
Theridion pinastri, le Théridion des pins maritimes, est une espèce d'araignées aranéomorphes de la famille des Theridiidae.

## Distribution
Cette espèce se rencontre en Europe, en Turquie, en Chine, en Corée du Sud et au Japon.

## Habitat
Cette espèce se rencontre principalement dans des forêts de conifères, mais aussi dans des forêts de chênes ou de hêtres, dans des landes, des prairies humides ou des marais.

## Description

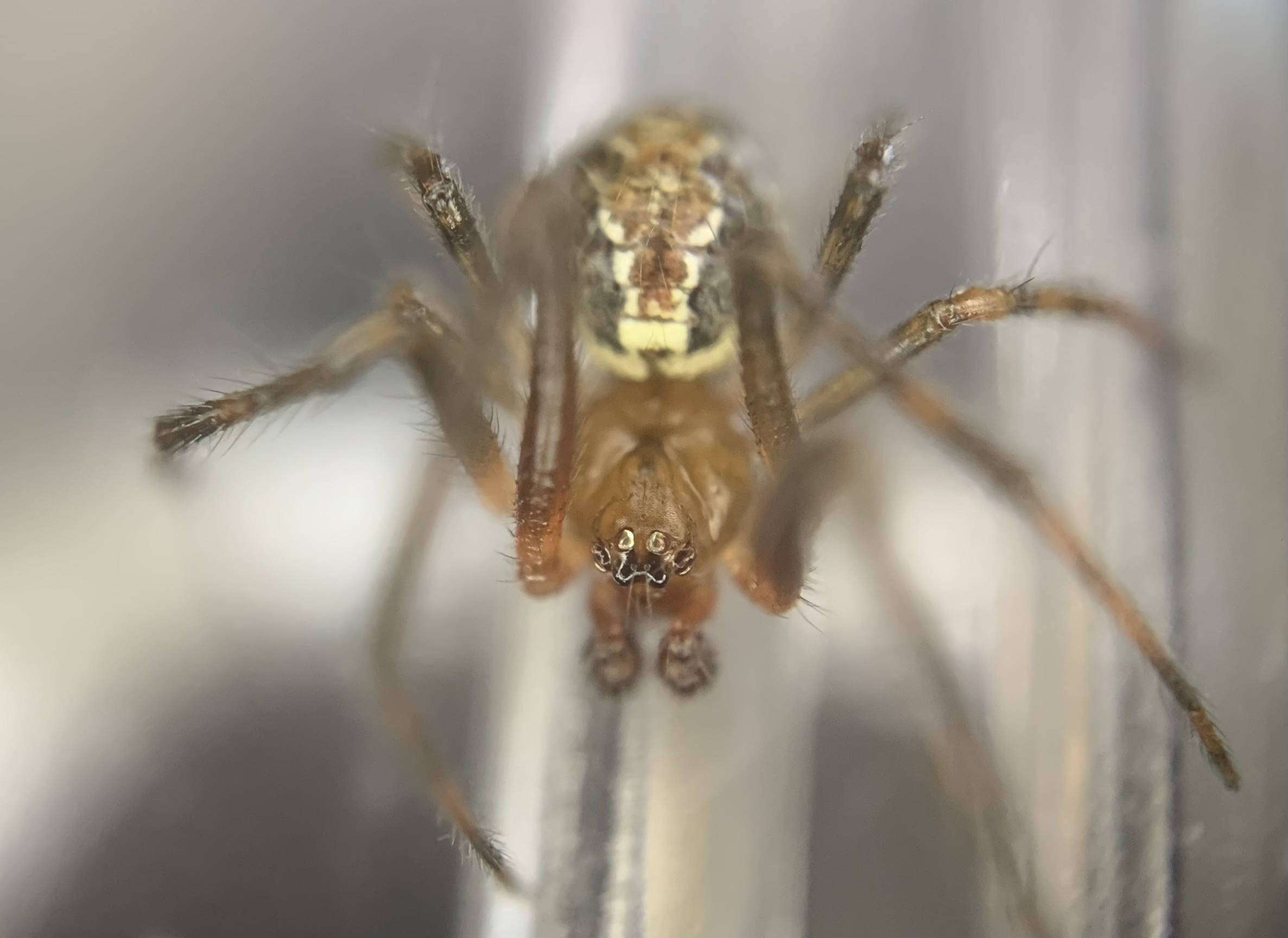
Theridion pinastri ♂ de face.

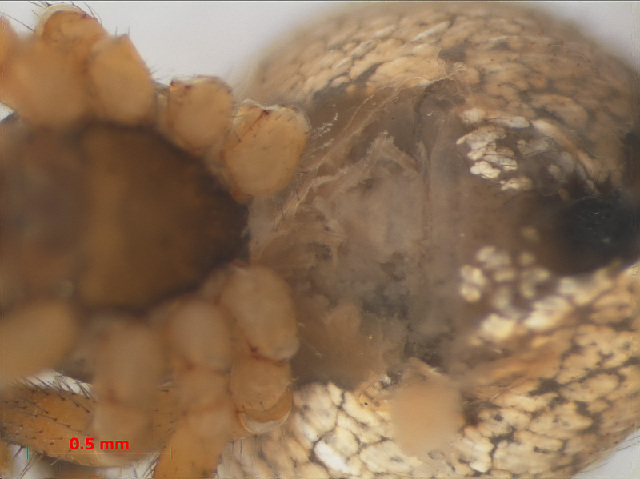
Theridion pinastri

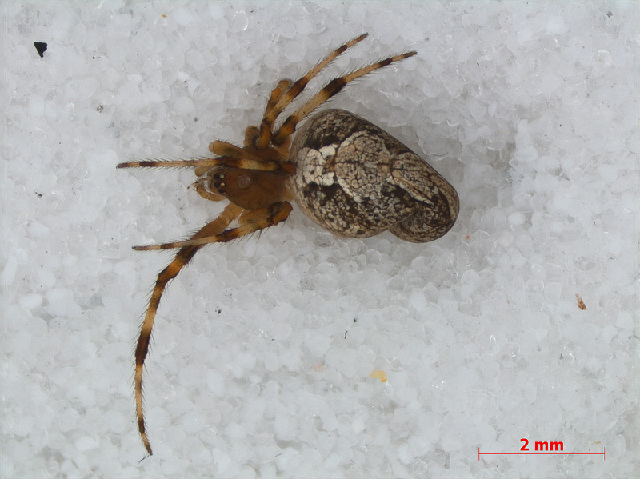
Theridion pinastri

La carapace du mâle syntype mesure 1,5 mm et l'abdomen 2,25 mm et la carapace de la femelle syntype 1,5 mm de long sur 2,75 mm.
Les mâles mesurent de 2,5 à 3 mm et les femelles de 3 à 4 mm.
Chez les deux sexes, le céphalothorax est d'un brun jaunâtre, de même que les pattes qui sont cependant annelées de noir. L'abdomen est sombre, avec une bande médiane rouge entourée de blanc.

## Systématique et taxinomie
Cette espèce a été décrite par L. Koch en 1872.
Les syntypes proviennent d'une forêt sèche peuplée de conifères vers Nuremberg en Bavière en Allemagne.

## Étymologie
Son nom d'espèce lui a été donné en référence au lieu de sa découverte, une forêt de pins.

## Publication originale
- L. Koch, 1872 : « Beitrag zur Kenntniss der Arachnidenfauna Tirols. Zweite Abhandlung. » Zeitschrift des Ferdinandeums für Tirol und Volarberg, sér. 3, vol. 17, p. 239-328.